# Арипджанов, Махмут Марипович
Махмут Марипович Арипджанов (узб. Mahmud Maripovich Orifjonov; род. 12 июня 1938) — советский узбекский хозяйственный, государственный и партийный деятель.

## Биография
Родился в 1938. Член КПСС с 1965.

### Образование
В 1962 окончил Ташкентский политехнический институт.
С 1974 по 1977 — слушатель Дипломатической академии МИД СССР.

### Трудовая деятельность
С 1962 года — на хозяйственной, общественной и политической работе. В 1962—1992 гг. — помощник машинистра экскаватора, секретарь комитета комсомола комбината, первый секретарь Алмалыкского горкома ЛКСМ Узбекистана, заведующий отделом, секретарь горкома КПУ, инструктор ЦК КПУ, 1-й секретарь Ангренского горкома КПУ, 1-й секретарь Алмалыкского горкома КПУ, в аппарате ЦК КПСС, 1-й секретарь Андижанского обкома КП Узбекистана, заместитель председателя Совета Министров Узбекской ССР.
Избирался депутатом Верховного Совета Узбекской ССР 10-го созыва, народным депутатом СССР.